# Hotchkiss 864
La 864 era un'autovettura di fascia alta prodotta dal 1936 al 1939 dalla Casa automobilistica franco-statunitense Hotchkiss.

## Breve profilo
In pratica la 864 non era che un lieve aggiornamento della Hotchkiss 486, facente parte della Serie 400, e a sua volta aggiornamento della Hotchkiss 413. Niente di nuovo quindi rispetto alle due vetture che l'hanno preceduta: la 864 montava un motore a 4 cilindri in linea da 2324 cm³, in grado di erogare 60 CV di potenza massima e di spingere la vettura a 120 km/h di velocità massima.

Fu tolta di produzione nel 1939, con l'arrivo della Seconda guerra mondiale e fu sostituita al termine del conflitto dalla Artois da 2.3 litri.